# Погода (Apple)
Погода — це попередньо встановлена мобільна програма на iPod Touch та iPhone з 2007 року. Застосунок постачається в комплекті з iOS ще з iPhone OS 1. Після придбання метеорологічного додатку Dark Sky багато функцій було перенесено у власний додаток Weather від Apple з виходом iOS 15. Підтримка Dark Sky припинилася 1 січня 2023 року, а користувачам було запропоновано перейти на додаток Weather.

## Функціональність
Додаток дозволяє користувачеві бачити погоду ряду обраних міст. Місцеположення можна додати, натиснувши піктограму списку та піктограму плюса, що дозволяє користувачеві ввести назву міста, поштовий індекс або поштовий індекс або код аеропорту. Місцеположення можна видалити, натиснувши піктограму списку та провевши пальцем ліворуч від місця, яке користувач хоче видалити.
Додаток Weather у iOS 8 оновлено, щоб використовувати The Weather Channel як джерело інформації про погоду (а не Yahoo Weather). Станом на березень 2019 року Yahoo припинив підтримку програми Weather на iOS 7 і раніше.
У iOS 10 і пізніших версіях програму можна видалити з головного екрана, якщо це забажає користувач. Починаючи з iOS 12, інформація про погоду може відображатися на екрані блокування пристрою iOS після того, як спрацьовує будильник, встановлений функцією «Перед сном».
Для iPadOS застосунок погоди не доступний, його частковий функціонал заміняють віджети застосунку.
Погодою та відповідними віджетами укомплектовані усі версії watchOS.